# Diócesis de Loja
La diócesis de Loja (en latín: Dioecesis Loiana) es una circunscripción eclesiástica de la Iglesia católica en Ecuador. Se trata de una diócesis latina, sufragánea de la arquidiócesis de Cuenca. Desde el 31 de octubre de 2019 su obispo es Walter Jehová Heras Segarra, de la Orden de Frailes Menores.

## Territorio y organización

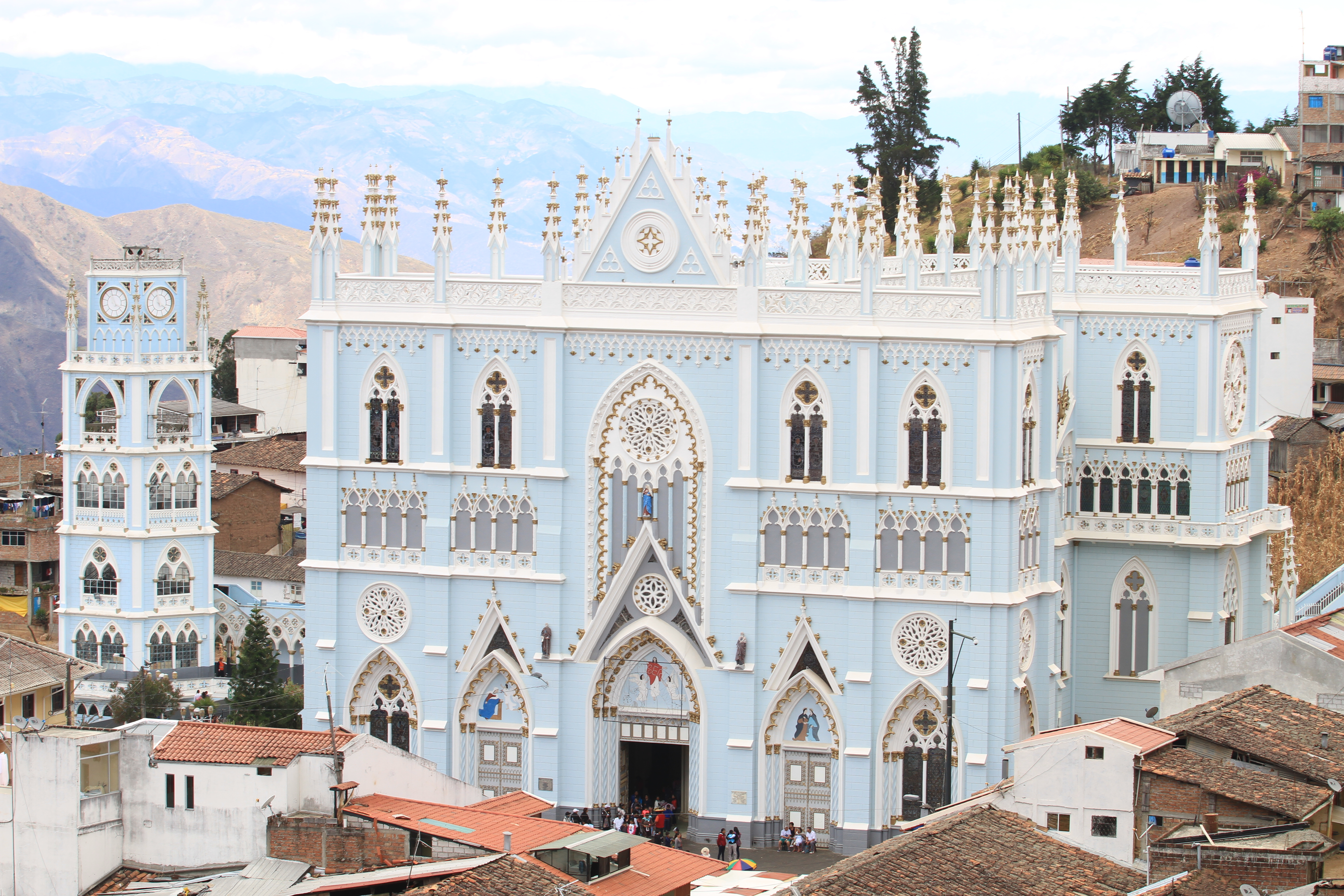
Basílica santuario nacional de Nuestra Señora, en El Cisne

La diócesis tiene 11 066 km² y extiende su jurisdicción sobre los fieles católicos de rito latino residentes en la provincia de Loja.
La sede de la diócesis se encuentra en la ciudad de Loja, en donde se halla la Catedral de la Inmaculada Concepción (conocida como El Sagrario). En El Cisne se encuentra la basílica santuario nacional de Nuestra Señora.
En 2022 en la diócesis existían 31 parroquias.

## Historia
La diócesis fue erigida el 29 de diciembre de 1862 mediante bula del papa Pío IX, obteniendo el territorio de la diócesis de Cuenca (hoy arquidiócesis). El primer obispo de la diócesis fue José Ramón Silvestre Masiá y Vidiela, quien fue elegido el 17 de septiembre de 1875, siendo consagrado el 21 de septiembre de 1876 y tomó posesión el 30 de noviembre de 1876. El 30 de noviembre de 1876 la antigua iglesia matriz fue erigida como catedral.
El 26 de julio de 1954 cedió una porción de su territorio para la erección de la prelatura territorial de El Oro (hoy diócesis de Machala) mediante la bula Nos minime latet del papa Pío XII.
Originalmente sufragánea de la arquidiócesis de Quito, el 9 de abril de 1957 pasó a formar parte de la provincia eclesiástica de la arquidiócesis de Cuenca.

## Estadísticas
Según el Anuario Pontificio 2022 la diócesis tenía a fines de 2021 un total de 447 550 fieles bautizados.
| Año                                                                             | Población            | Población | Población      | Sacerdotes | Sacerdotes    | Sacerdotes    | Bautizados por sacerdote | Diáconos permanentes | Religiosos | Religiosos | Parroquias |
| Año                                                                             | Bautizados católicos | Total     | % de católicos | Total      | Clero secular | Clero regular | Bautizados por sacerdote | Diáconos permanentes | Varones    | Mujeres    | Parroquias |
| ------------------------------------------------------------------------------- | -------------------- | --------- | -------------- | ---------- | ------------- | ------------- | ------------------------ | -------------------- | ---------- | ---------- | ---------- |
| 1948                                                                            | 176 400              | 180 000   | 98.0           | 70         | 56            | 14            | 2520                     |                      | 27         | 60         | 46         |
| 1966                                                                            | 320 000              | 320 000   | 100.0          | 83         | 65            | 18            | 3855                     |                      | 34         | 106        | 40         |
| 1970                                                                            | 380 000              | 380 000   | 100.0          | 75         | 55            | 20            | 5066                     |                      | 28         | 167        | 43         |
| 1976                                                                            | 440 000              | 450 000   | 97.8           | 76         | 58            | 18            | 5789                     |                      | 42         | 226        | 37         |
| 1980                                                                            | 450 000              | 486 000   | 92.6           | 58         | 58            |               | 7758                     |                      | 26         | 230        | 37         |
| 1990                                                                            | 420 000              | 430 000   | 97.7           | 75         | 60            | 15            | 5600                     | 1                    | 62         | 198        | 55         |
| 1999                                                                            | 520 056              | 524 772   | 99.1           | 114        | 83            | 31            | 4561                     | 1                    | 82         | 216        | 65         |
| 2000                                                                            | 523 556              | 532 031   | 98.4           | 133        | 90            | 43            | 3936                     | 2                    | 80         | 256        | 68         |
| 2001                                                                            | 511 446              | 522 031   | 98.0           | 110        | 82            | 28            | 4649                     | 2                    | 61         | 255        | 70         |
| 2002                                                                            | 511 490              | 522 031   | 98.0           | 132        | 103           | 29            | 3874                     | 2                    | 85         | 185        | 74         |
| 2003                                                                            | 520 000              | 539 022   | 96.5           | 128        | 98            | 30            | 4062                     | 2                    | 64         | 264        | 74         |
| 2004                                                                            | 523 442              | 552 031   | 94.8           | 120        | 85            | 35            | 4362                     | 2                    | 85         | 255        | 78         |
| 2013                                                                            | 584 000              | 632 000   | 92.4           | 165        | 128           | 37            | 3539                     |                      | 106        | 277        | 86         |
| 2016                                                                            | 330 131              | 497 235   | 66.4           | 164        | 117           | 47            | 2012                     |                      | 120        | 311        | 86         |
| 2019                                                                            | 411 560              | 513 450   | 80.2           | 156        | 122           | 34            | 2638                     |                      | 84         | 350        | 84         |
| 2021                                                                            | 447 550              | 457 730   | 97.8           | 150        | 118           | 32            | 2983                     |                      | 54         | 215        | 84         |
| Fuente: Catholic-Hierarchy, que a su vez toma los datos del Anuario Pontificio. |                      |           |                |            |               |               |                          |                      |            |            |            |

## Episcopologio

Escudo del obispo Walter Heras Segarra

- - José Ignacio Antonio Esteban Feliciano Checa y Barba † (20 de mayo de 1863-6 de agosto de 1866)[nota 1] (administrador apostólico)
  - José María Riofrío y Valdivieso † (2 de abril de 1867-17 de septiembre de 1875) (administrador apostólico)
- José Ramón Silvestre Masiá y Vidiela, O.F.M. † (17 de septiembre de 1875-15 de enero de 1902 falleció)
  - Sede vacante (1902-1907)
- Juan José Antonio Eguiguren-Escudero † (6 de marzo de 1907-18 de diciembre de 1910 falleció)
- Carlos María Javier de la Torre y Nieto † (30 de diciembre de 1911-21 de agosto de 1919 nombrado obispo de Bolívar)
- Guillermo José Harris y Morales † (7 de mayo de 1920-10 de febrero de 1944 falleció)
- Nicanor Roberto Aguirre Baus † (23 de octubre de 1945-10 de octubre de 1956 renunció[nota 2])
- Juan María Riofrío, O.P. † (10 de octubre de 1956-24 de junio de 1963 falleció)
- Luis Alfonso Crespo Chiriboga † (2 de noviembre de 1963-21 de septiembre de 1972 falleció)
- Alberto Zambrano Palacios, O.P. † (11 de diciembre de 1972-2 de mayo de 1985 renunció)
- Hugolino Félix Cerasuolo Stacey, O.F.M. † (2 de mayo de 1985-15 de junio de 2007 retirado)
- Julio Parrilla Díaz (18 de abril de 2008-12 de enero de 2013 nombrado obispo de Riobamba)
- Alfredo José Espinoza Mateus, S.D.B. (20 de diciembre de 2013-5 de abril de 2019 nombrado arzobispo de Quito)
- Walter Jehová Heras Segarra, O.F.M., desde el 31 de octubre de 2019[nota 3]